# Léa Bidaut
Léa Bidaut, dite la mère Léa, est une cuisinière française et mère lyonnaise, née au Creusot le 17 août 1908 et morte à Pierre-Bénite le 30 mai 1996,. Célèbre représentante de la cuisine lyonnaise, elle commence sa carrière en 1927 au service de la famille industrielle des Schneider dans sa ville natale avant de rejoindre Lyon où elle ouvre en 1943, son célèbre restaurant La Voûte, chez Léa et elle reçoit une étoile au Guide Michelin.

## Biographie
Née au Creusot, Léa Bidaut entre au service de la famille des industriels Schneider de sa ville natale dès 1927 jusqu'à l'âge de 18 ans. Après plusieurs années de service, elle rejoint Lyon où elle ouvre un premier restaurant rue Tupin et rôde les recettes qui feront sa célébrité, notamment la choucroute au champagne. Si elle ne cache pas jusqu'à sa disparition sa relation amoureuse « tumultueuse et colorée » avec le Gaby de la Couronne, elle est surtout connue pour arpenter les étals du marché Saint-Antoine sur le quai voisin de son restaurant, poussant sa charrette arborant une pancarte « Attention, faible femme, mais grande gueule » ou plus exactement « forte en gueule »,. Faisant la fin de marché sans « dépenser un rond », elle aurait fait des merveilles avec peu, notamment des pointes d'asperges. Elle intègre les Toques blanches lyonnaises en 1978. Le restaurant est repris en janvier 1980 par le chef Philippe Rabatel et elle-même cesse son activité en 1981. Elle décède en 1996. Le restaurant est de nouveau cédé en 2013 à Christian Morel, associé au chef Christian Têtedoie.

## Spécialités
Outre sa spécialité, la choucroute au champagne, elle reste célèbre pour son gratin de macaronis dont elle aurait transmis la recette à la mère Brazier et toujours à la carte du restaurant, malgré de multiples reprises, tout comme son tablier de sapeur, son « canard au sang » et son gigot d'agneau.